# رود خاتانگا
رود خاتانگا (به روسی: Хатанга) رودخانه‌ای در کرای کراسنویارسک در روسیه است که از محل تلاقی دو رود کوتوی و ختا به‌وجود می‌آید. این رود ۲۲۷ کیلومتر طول داشته و حوضهٔ آبخیزی به مساحت ۳۶۴ هزار کیلومتر مربع را در بر می‌گیرد. رودخانهٔ خاتانگا از درون دره‌ای عمیق در زمین‌های پست شمال سیبری به سوی خلیج خاتانگا در دریای لاپتف جریان دارد و در آنجا تشکیل خلیجی دهانه‌ای را می‌دهد. همچنین در حوضهٔ آبخیر این رودخانه در حدود ۱۱۲ هزار جزیره وجود دارد.
بیشتر آب رودخانهٔ خاتانگا از آب‌شدن برف‌ها تأمین می‌شود. همچنین ارتفاع سطح آب آن در طول سال متغیر بوده و تا ۸٬۵ متر نیز می‌رسد. این رودخانه در اواخر سپتامبر یا از اوایل اکتبر یخ‌بسته است و در اوایل ماه ژوئن یخ‌هایش شروع به آب‌شدن می‌کند. رود خاتانگا از نظر ذخایر ماهی غنی بوده و صید تجاری ماهیانی همچون سیسکو، سیسکوی شمالی، موسکون، نلما، هوچو و لوچ در آن رونق دارد.
این رودخانه قابل کشتی‌رانی بوده و بندر خاتانگا بر کنارهٔ آن ساخته شده‌است.